# 白莲蒿
白莲蒿（学名：Artemisia stechmanniana）为菊科艾蒿属的植物。分布在日本、朝鲜、克什米尔、蒙古、俄罗斯、巴基斯坦、阿富汗、印度、尼泊尔以及中国大陆的遍布全国等地，生长于海拔300米至3,600米的地区，常生于低海拔地区的山坡、山地阳坡局部地区常成为植物群落的优势种、灌丛地、路旁、森林草原地区，常成为植物群落的优势种或主要伴生种，目前尚未由人工引种栽培。

## 别名
白蒿（尔雅、古今图书集成），万年蒿（内蒙古植物志），香蒿、铁秆蒿（山西、辽宁），蚊艾（河南），“哈尔-沙瓦格”、“矛日音-西巴嘎”（蒙语名）

## 异名
- Artemisia sacrorum Ledeb. var. incana (Bess.) Y. R. Ling
- Artemisia sacrorum Ledeb.
- Artemisia turschaninowiana
- Artemisia santolinifolia
- Artemisia sacrorum var. santolinifolia
- Artemisia sacrorum var. minor
- Artemisia gmelinii var. biebersteiniana
- Artemisia sacrorum f. minor
- Artemisia stechmanniana var. sibirica
- Artemisia sacrorum f. thomsonii
- Artemisia sacrorum subf. tripinnata